# Langues juruna
Les langues juruna constituent un des groupes de la famille des langues tupi. Elles sont parlées au Brésil.

## Liste des langues juruna
Les langues juruna sont selon la classification de Rodrigues (2007) au nombre de trois:
- Juruna (en)
- Matsinawá (en)
- Xipaya (en)

## Sources
- (en) Rodrigues, Aryon, Tupi Languages in Rondônia and in Eastern Bolivia, Language Endangerment and Endangered Languages, Leo Wetzels (Éditeur), pp. 355-363, Indigenous Languages of Latin America 5, Leyde, CNWS Publications, 2007  (ISBN 978-90-5789-154-0).